# Parafia św. Barbary w Wudzynie
Parafia Świętej Barbary w Wudzynie – parafia rzymskokatolicka, znajdująca się w diecezji pelplińskiej, w dekanacie Koronowo.